# Demonax jendeki
Demonax jendeki är en skalbaggsart som beskrevs av Holzschuh 1995. Demonax jendeki ingår i släktet Demonax och familjen långhorningar. Inga underarter finns listade i Catalogue of Life.